# Carcelera
La carcelera est un palo du flamenco.

## Présentation
Considéré comme une variante de la toná, la carcelera se chante donc sans accompagnement musical. Il s'agit généralement de strophes de quatre vers à octosyllabes dont le thème est la vie en prison (carcel en espagnol), ou les condamnations risquant d'y mener.